# Paraíba, Vida e Morte de um Bandido
Paraíba, Vida e Morte de um Bandido é um filme policial brasileiro, produzido em 1966 e dirigido por Victor Lima. Inclui cenas de Brasil x URSS, amistoso internacional de futebol realizado no Maracanã em 1965.

## Enredo
O violento assassino Paraíba mata sua ex-amante Angelina e se refugia numa igreja, cercado pela polícia. Ele é baleado e ao agonizar, relembra sua vida de crimes: sua prisão ao invadir a casa do jornalista Márcio, a fuga com mais três bandidos (Bira,Cigano e Cabeça de Ovo) que juntos com Mudinho, organizam uma quadrilha e praticam vários assaltos e assassinatos, e a parceria com Dona Clara e Juca, bandidos de alta classe que concebem um grande assalto ao Maracanã, no dia de um jogo da seleção brasileira de futebol.

## Elenco
- Jece Valadão ... Paraíba
- Rossana Ghessa ... Angelina
- Antonio Patiño...Comissário Stélio
- Ítalo Rossi...Padre
- Sadi Cabral...Juca
- Milton Gonçalves...Bira
- Larry Carr
- Darlene Glória...Dona Clara
- Vera Vianna
- Fregolente...Monteiro
- Yolanda Cardoso...mulher no bordel
- Jardel Filho ... Márcio Moura (participação especial)
- Wilson Grey...Mudinho